# Maria Koźmianowa
Maria Ludwika Koźmianowa z domu Komorowska (1892-1955) – polski kierowca wyścigowy. Zamężna z inż. Andrzejem Koźmianem. Znana za granicą w zawodach samochodowych, jako Marie-Louise von Kozmian.
Na przełomie lat 20. i 30. ścigała się Austro-Daimlerem ADR i Bugatti T37. Dom i garaże, w których przygotowywała samochód, miała w miejscowości Stany. Zdobyła tytuł mistrza Polski w klasie voiturette (samochodów turystycznych). Dwukrotnie triumfowała w Rajdzie Pań, m.in. w IV Rajdzie Pań na trasie Warszawa-Zakopane-Wisła-Warszawa o długości 1155 km. Zwyciężyła Grand Prix Lwowa 1930 w klasie voiturette, a w 1933 roku nie ukończyła tego wyścigu. Zajęła także dziesiąte miejsce w Grand Prix Szwajcarii 1934. Ponadto w latach 1933–1937 uczestniczyła w wyścigach górskich w Czechosłowacji, Szwajcarii i Austrii. W 1934 roku zajęła drugie miejsce w wyścigu rozgrywanym w szwajcarskim Klausen, ulegając jedynie Giovanniemu Luraniemu w Maserati. Od 1937 roku nie była oficjalnie zgłaszana do żadnego wyścigu. Była właścicielką dóbr ziemskich Nowostany w pow. niskim.